# Cyclocardia crebricostata
Cyclocardia crebricostata is een tweekleppigensoort uit de familie van de Carditidae. De wetenschappelijke naam van de soort is voor het eerst geldig gepubliceerd in 1885 door A. Krause.